# ОШ „Владислав Савић Јан” Паруновац
Основна школа „Владислав Савић Јан” Паруновац је основна школа у Паруновцу, насеље у Граду Крушевцу. Школа се налази се на адреси Перуновац бб, Крушевац. 

## Историјат школе[1]
Основна школа „Владислав Савић Јан” Паруновац налази се у приградском насељу Паруновац, Град Крагујевац. 
Основана је 1890. године да би се у њој образовала и васпитавала деца 9 месних заједница: Паруновца, Капиџије, Текија, Гаглова, Пасјака, Бовна, Малог Шиљеговца, Новог Села и Дедине. Првобитно се настава школе реализовала у приватној згради Радоја Шошића у Паруновцу. Школа је радила по наставном плану и програму донетом 10. септембра 1883. године. Из тог простора школа се сели 1896. године у дио фабричког простора Барутане „Обилићево“ у површини од 95,90 ари за школско двориште. Фабрика је обезбедила доста средстава за градњу и уз помоћ становништва Паруновца и Капиџије. Тако да се подиже нову школску зграду која је коришћена од 1. октобра 1896. до почетка школске 1965/66. год. када је уступљена ХГИ „Милоје Закић“ која је наставак Барутане „Обилићево“. Та прва школска зграда имала је две учионице, ходник, канцеларију (која је служила и као остава за учила) и два стана за учитеље у укупној површини од 238 m2.
На првом обележавању Дана школе 20. маја 1970. године у школском дворишту (испред школске зграде) откривена је биста и отворен Спомен – парк посвећен Јану. Од те 1970. године до данас 20. мај је изабран за обележавање Дана школе који се сваке године на најсвечанији начин прославља.

## Школа данас[1]
Школа у просеку броји 400 ученика распоређених у 26 одељења и једно одељење продуженог боравка за потребе разредне наставе. Поред матичне осмогодишње школе, школа има још 5 издвојених сеоских школа са девет одељења. Школска зграда у којој школа ради састављена је од старог (1960 год.) и новог ( 1987 год.) дела са укупном квадратуром од 2. 870 квадрата, има и фискултурну салу и двориште површине преко два хектара. Настава се изводи у две смене и кабинетског је типа. Школа има и библиотеку, медијатеку, кабинет информатике, фискултурну салу, а пре неколико године изграђен је и мини спортски центар. Наставу изводи 37 наставника, од тога 26 професора, 5 наставника и један учитељ. 

## Имена школе[2]
Школа је међу последнима у Општини Крушевац добила своје име. Од 1895. године до 28. фебруара 1969. године у документима везаним за школу се наводе разне варијације имена почевши од 1895. године школа је носила назив „Обилићевска школа у Паруновцу", а убрзо „Обелићевска школа у Обилићеву". Школске 1896/97 године назив је промењен у „Основна школа Паруновачка". Од 9. децембра 1898. године школа носи назив „Основна школа Обилићево". Народни одбор општине Крушевац од 5. јануара 1959. године мења јој назив у „Основна школа Паруновац" и одлуком скупштине општине Крушевац од 28. фебруара 1969. године добија данашњи назив - Основна школа „Владислав Савић Јан" у Паруновцу.
За име школе је изабрано име бившег ученика ове школе у Гаглову - Владислав Савић Јан. Владислав Савић Јан био је прво дете Јосија и Стојане Савић земљорадника из Гаглова, рођен децембра 1918. године. Влада је основну школу завршио у родном Гаглову. Након тога уписује и завршава питомачку пиротехничку школу при Барутани „Обилићево“. Као примеран ђак, по завршетку нижег пиротехничког течаја у „Обилићеву“, послат је на виши пиротехнички течај у Заводе у Крагујевац. По завршетку свог школовања у Крагујевцу враћа се у Крушевац и запошљава у Барутани „Обилећево“. Био је активан члан Комунистичке партије Југославије у Другом сетском рату и целокупна његова активност у окупираном Крушевцу одвијала се у строгој тајности. За другове је постао Јан. Ухапшен је 18. априла 1943. год. на Васкрс, на путу од Гаглова до Крушевца, испред Барутане. У затвору је остао до 28. јуна 1943. год. када су га на Слободишту стрељали Немци.